# 시엠프레 투야 아카풀코
《시엠프레 투야 아카풀코》(스페인어: Siempre tuya Acapulco)은 2014년 방영된 멕시코의 텔레노벨라이다.